# Виланова Соларо
Виланова Соларо (итал. Villanova Solaro) је насеље у Италији у округу Кунео, региону Пијемонт.
Према процени из 2011. у насељу је живело 552 становника. Насеље се налази на надморској висини од 268 м.

## Становништво
| 1931. | 1936. | 1951. | 1961. | 1971. | 1981. | 1991. | 2001. | 2011. |
| ----- | ----- | ----- | ----- | ----- | ----- | ----- | ----- | ----- |
| 1.538 | 1.438 | 1.382 | 1.079 | 954   | 910   | 808   | 782   | 777   |